# Mycetophila constricta
Mycetophila constricta är en tvåvingeart som beskrevs av Freeman 1951. Mycetophila constricta ingår i släktet Mycetophila och familjen svampmyggor. Inga underarter finns listade i Catalogue of Life.